# Florent Hasani
Florent Hasani (Vushtrri, 30 marzo 1997) è un calciatore kosovaro, centrocampista o attaccante del Boluspor.

## Carriera

### Club
Dopo gli esordi con il Trepça '89, squadra militante nella massima serie kosovara, il 31 gennaio 2018 viene acquistato a titolo definitivo per 50.000 euro dalla squadra ungherese del Diósgyőr, con cui firma un contratto fino al 30 giugno 2021. A Miskolc colleziona, in quattro stagioni, 100 presenze e 13 reti complessive.
Nel febbraio del 2021, si trasferisce tuttavia in Israele, all'Hapoel Kfar Saba. Al termine della stagione, rientra in Ungheria, raggiungendo un accordo con il Gyirmót.
Nell'estate del 2022, passa al Tirana, squadra detentrice del titolo di campione d'Albania. In una stagione e mezza, realizza 28 gol in 60 gare ufficiali, vincendo la Supercoppa nazionale. Il 16 dicembre 2023, il Rapid Bucarest ne annuncia l'acquisto a titolo definitivo.

### Nazionale
Debutta con la maglia della nazionale kosovara Under-21 il 25 marzo 2017 nella partita valida per le qualificazioni all'Europeo 2019, persa per 1-0 contro l'Irlanda.

## Statistiche

### Presenze e reti nei club
Statistiche aggiornate al 13 luglio 2024.
| Stagione              | Squadra               | Campionato            | Campionato | Campionato | Coppe nazionali | Coppe nazionali | Coppe nazionali | Coppe continentali | Coppe continentali | Coppe continentali | Altre coppe | Altre coppe | Altre coppe | Totale | Totale |
| Stagione              | Squadra               | Comp                  | Pres       | Reti       | Comp            | Pres            | Reti            | Comp               | Pres               | Reti               | Comp        | Pres        | Reti        | Pres   | Reti   |
| --------------------- | --------------------- | --------------------- | ---------- | ---------- | --------------- | --------------- | --------------- | ------------------ | ------------------ | ------------------ | ----------- | ----------- | ----------- | ------ | ------ |
| 2015-2016             | Trepça '89            | SL                    | 4          | 0          | CK              | 0               | 0               | -                  | -                  | -                  | -           | -           | -           | 4      | 0      |
| 2016-2017             | Trepça '89            | SL                    | 8          | 4          | CK              | 0               | 0               | -                  | -                  | -                  | -           | -           | -           | 8      | 4      |
| 2017-feb. 2018        | Trepça '89            | SL                    | 10         | 3          | CK              | 0               | 0               | UCL                | 2                  | 1                  | SK          | 0           | 0           | 12     | 4      |
| Totale Trepça 89      | Totale Trepça 89      | Totale Trepça 89      | 22         | 7          |                 | 0               | 0               |                    | 2                  | 1                  |             | 0           | 0           | 24     | 8      |
| feb.-giu. 2018        | Diósgyőr              | NB1                   | 12         | 0          | CU              | 3               | 0               | -                  | -                  | -                  | -           | -           | -           | 15     | 0      |
| 2018-2019             | Diósgyőr              | NB1                   | 31         | 7          | CU              | 2               | 1               | -                  | -                  | -                  | -           | -           | -           | 33     | 8      |
| 2019-2020             | Diósgyőr              | NB1                   | 33         | 3          | CU              | 3               | 2               | -                  | -                  | -                  | -           | -           | -           | 36     | 5      |
| 2020-feb. 2021        | Diósgyőr              | NB1                   | 15         | 0          | CU              | 1               | 0               | -                  | -                  | -                  | -           | -           | -           | 16     | 0      |
| Totale Diósgyőr       | Totale Diósgyőr       | Totale Diósgyőr       | 91         | 10         |                 | 9               | 3               |                    | -                  | -                  |             | -           | -           | 100    | 13     |
| feb.-giu. 2021        | Hapoel Kfar Saba      | LhA                   | 10         | 0          | CI+CdL          | 2+0             | 0               | -                  | -                  | -                  | -           | -           | -           | 12     | 0      |
| 2021-2022             | Gyirmót               | NB1                   | 32         | 3          | CU              | 3               | 0               | -                  | -                  | -                  | -           | -           | -           | 35     | 3      |
| 2022-2023             | Tirana                | KS                    | 34         | 16         | CA              | 3               | 2               | UCL+UECL           | 2+2                | 0                  | SA          | 1           | 1           | 42     | 19     |
| 2023-gen. 2024        | Tirana                | KS                    | 16         | 10         | CA              | 0               | 0               | UECL               | 4                  | 0                  | -           | -           | -           | 20     | 10     |
| Totale Tirana         | Totale Tirana         | Totale Tirana         | 50         | 26         |                 | 3               | 2               |                    | 8                  | 0                  |             | 1           | 1           | 62     | 29     |
| gen.-giu. 2024        | Rapid Bucarest        | L1                    | 9+8        | 0          | CR              | 0               | 0               | -                  | -                  | -                  | -           | -           | -           | 17     | 0      |
| 2024-2025             | Rapid Bucarest        | L1                    | 1          | 0          | CR              | 0               | 0               | -                  | -                  | -                  | -           | -           | -           | 1      | 0      |
| Totale Rapid Bucarest | Totale Rapid Bucarest | Totale Rapid Bucarest | 18         | 0          |                 | 0               | 0               |                    | 0                  | 0                  |             | 0           | 0           | 18     | 0      |
| Totale carriera       | Totale carriera       | Totale carriera       | 223        | 46         |                 | 17              | 5               |                    | 10                 | 1                  |             | 1           | 1           | 251    | 53     |

### Cronologia presenze e reti in nazionale
| Cronologia completa delle presenze e delle reti in nazionale ― Kosovo | Cronologia completa delle presenze e delle reti in nazionale ― Kosovo | Cronologia completa delle presenze e delle reti in nazionale ― Kosovo | Cronologia completa delle presenze e delle reti in nazionale ― Kosovo | Cronologia completa delle presenze e delle reti in nazionale ― Kosovo | Cronologia completa delle presenze e delle reti in nazionale ― Kosovo | Cronologia completa delle presenze e delle reti in nazionale ― Kosovo | Cronologia completa delle presenze e delle reti in nazionale ― Kosovo |
| Data                                                                  | Città                                                                 | In casa                                                               | Risultato                                                             | Ospiti                                                                | Competizione                                                          | Reti                                                                  | Note                                                                  |
| --------------------------------------------------------------------- | --------------------------------------------------------------------- | --------------------------------------------------------------------- | --------------------------------------------------------------------- | --------------------------------------------------------------------- | --------------------------------------------------------------------- | --------------------------------------------------------------------- | --------------------------------------------------------------------- |
| 10-9-2019                                                             | Southampton                                                           | Inghilterra                                                           | 5 – 3                                                                 | Kosovo                                                                | Qual. Euro 2020                                                       | -                                                                     | 85’                                                                   |
| 10-10-2019                                                            | Pristina                                                              | Kosovo                                                                | 1 – 0                                                                 | Gibilterra                                                            | Amichevole                                                            | 1                                                                     | 46’                                                                   |
| 14-10-2019                                                            | Pristina                                                              | Kosovo                                                                | 2 – 0                                                                 | Montenegro                                                            | Qual. Euro 2020                                                       | -                                                                     | 90+2’                                                                 |
| 6-9-2020                                                              | Pristina                                                              | Kosovo                                                                | 1 – 2                                                                 | Grecia                                                                | UEFA Nations League 2020-2021 - 1º turno                              | -                                                                     | 55’                                                                   |
| 11-10-2020                                                            | Pristina                                                              | Kosovo                                                                | 0 – 1                                                                 | Slovenia                                                              | UEFA Nations League 2020-2021 - 1º turno                              | -                                                                     | 89’                                                                   |
| 14-10-2020                                                            | Amarousio                                                             | Grecia                                                                | 0 – 0                                                                 | Kosovo                                                                | UEFA Nations League 2020-2021 - 1º turno                              | -                                                                     | 63’ 90+4’                                                             |
| 11-11-2020                                                            | Elbasan                                                               | Albania                                                               | 2 – 1                                                                 | Kosovo                                                                | Amichevole                                                            | -                                                                     | 46’                                                                   |
| 15-11-2020                                                            | Lubiana                                                               | Slovenia                                                              | 2 – 1                                                                 | Kosovo                                                                | UEFA Nations League 2020-2021 - 1º turno                              | -                                                                     | 90+1’                                                                 |
| Totale                                                                |                                                                       | Presenze                                                              | 8                                                                     |                                                                       | Reti                                                                  | 1                                                                     |                                                                       |

## Palmarès

### Club

#### Competizioni nazionali
- Campionato kosovaro: 1

Trepça '89: 2016-2017
- Supercoppa del Kosovo: 1

Trepça '89: 2017
- Supercoppa d'Albania: 1

Tirana: 2022